# 다리우스 (시리즈)
다리우스(Darius) 또는 다라이어스(일본어: ダライアス)는 게임회사 타이토에서 만든 횡스크롤 슈팅 게임이다. 온갖 물고기를 비롯한 수중 생물들이 기계화되어 보스로 등장하는 것으로 유명하며 공룡, 익룡이나 카멜레온, 달팽이 등 수중 생물이 아닌 것이 보스로 출연하기도 했다. 준타타가 이 게임의 음악을 만들었다.

## 시리즈
정식 발매된 아케이드 게임을 수록한다.
- 다리우스 - 아케이드 (1986), PC 엔진[1](1990), 게임보이 어드밴스 (2002)
- 다리우스 2 - 아케이드 (1989), 메가드라이브 (1990), 세가 마스터 시스템 (1992), PC 엔진[2](1993), SS, 플레이스테이션 2
- 다리우스 외전 - 아케이드 (1994), 세가 세턴 (1995), 플레이스테이션 (1996), PC (1998)
- G 다리우스 - 아케이드 (1997), 플레이스테이션 (1998), PC (2001)
- 다리우스 버스트 어나더 크로니클 - 아케이드 (2010)[3]
- 다리우스 트윈 - 슈퍼 패미콤 (1991)
- 사가이아 - 게임보이 (1991)
- 다리우스 포스 - 슈퍼 패미콤 (1993)
- 다라우스 버스트 - PSP (2009)
  - 다리우스 버스트 세컨드 프롤로그 - iOS/iPhone/iPod 터치 (2012)
  - 다리우스 버스트 크로니클 세이비어즈 - 플레이스테이션 4/PS Vita/Windows

## 특징
보스 등장시에는 등장 전에 다음과 같은 경고메시지를 띄운다. 이 역시 다리우스만의 독창적인 아이덴티티. 타이토의 다른 게임들에서 수두룩하게 패러디했다.
「WARNING!! A HUGE BATTLE SHIP （보스의 이름） IS APPROACHING FAST」
또 다른 특징으로는 스테이지를 알파벳으로 구별하면서 첫 스테이지는 강제적으로 A 지역을 플레이하게 되지만 A 지역 이후론 2번째 레벨은 B, C의 두가지 지역의 분기를 나눠서, 또 세번째 레벨은 D, E, F의 분기를 나눠서...하는 식으로 한 스테이지를 클리어할 때마다 각기 다른 구성의 레벨을 선택해서 갈수 있는 슈팅게임으로선 굉장히 독특한 스테이지 구성을 취하고 있었는데 결과적으로 마지막 스테이지인 레벨 7의 최종 레벨은 7개의 레벨중 하나를 지금까지 걸어왔던 분기에 따라 선택이 가능하며 총 26개의 스테이지를 가지고 있다는 이야기가 된다. 엔딩 또한 최종적으로 선택한 지역에 따라 달라진다.

## 스토리
다리우스력 201년.
고도의 과학력과 문명을 가지고 있었던 행성 다리우스는 어느날 돌연 이성인인 베르서의 공격을 받게 되어서 대부분의 거주민이 사망하게 되고 얼마 남지 않은 생존자들은 지하 피난처로 대피하게 된다.
허나 남은 식량과 자원은 얼마 있지 않았기에 이대로는 종말이 기다릴 뿐. 결국 생존자들은 2명의 파일럿인 프로코(1P)와 티앗트(2P)를 뽑아 전투기 실버호크(Silver Hawk)에 태워서 새로운 이주지로의 필사적인 탈출을 시도하지만 그 앞을 베르서의 전함이 가로막는데...

## 사진
본 문서의 이해를 돕기 위한 비자유 그림이 있습니다. 
링크의 파일을 직접 올려 주세요
본 문서의 이해를 돕기 위한 비자유 그림이 있습니다. 
링크의 파일을 직접 올려 주세요
본 문서의 이해를 돕기 위한 비자유 그림이 있습니다. 
링크의 파일을 직접 올려 주세요
본 문서의 이해를 돕기 위한 비자유 그림이 있습니다. 
링크의 파일을 직접 올려 주세요
본 문서의 이해를 돕기 위한 비자유 그림이 있습니다. 
링크의 파일을 직접 올려 주세요